# Mělník-Mlazice
Mělník-Mlazice – przystanek kolejowy w miejscowości Mielnik, w kraju środkowoczeskim, w Czechach. Znajduje się na wysokości 170 m n.p.m..
Jest zarządzany przez Správę železnic. Na przystanku nie ma możliwości zakupu biletów, a obsługa podróżnych odbywa się w pociągu. 

## Linie kolejowe
- 072 Lysá nad Labem – Ústí nad Labem